# Justin Damo Baro
Pour les articles homonymes, voir Damon et Baro (homonymie).
Damo Justin Baro, né le 31 décembre 1952 à Toussiana dans la province du Houet au Burkina Faso, est un économiste et homme politique burkinabé. Il a occupé les fonctions de ministre des Finances du Burkina Faso, de consultant à la Banque mondiale et de vice-gouverneur et gouverneur par intérim de la Banque centrale des États de l'Afrique de l'Ouest (BCEAO). Depuis décembre 2010, il est président du conseil d'administration de la Banque internationale du Burkina, filiale de la United Bank for Africa (UBA).

## Biographie
Né à Toussiana, Damo Justin Baro a passé la majeure partie de sa jeunesse à Bobo Dioulasso. Il obtient une maîtrise en droit des affaires à l'Université de Poitiers en 1975, un diplôme des inspecteurs du Trésor à l'École nationale du Trésor public en 1977 et d'un DEA en économie du développement de l'université de Nanterre (Paris X) en 1993. En 1978 il retourne en Haute-Volta (aujourd'hui Burkina Faso) pour entreprendre une carrière dans la fonction publique de son pays. 

## Carrière
Il commença sa carrière professionnelle en 1978 en tant que chef du service des études et de la règlementation à la Direction  Générale du Trésor et de la  Comptabilité Publique du ministère de l'économie et des finances de la Haute-Volta. Il fut successivement directeur général du Budget au ministère de l'économie et des finances (1979), et Ministre chargé de l’économie et des finances de 1983 à 1986 durant la révolution burkinabé du 4 août 1983. En tant que Ministre chargé de l'économie et des finances il fut Président du Conseil des Ministres de la CEAO (1985-1986) et Président du Conseil d’Administration du Fonds de la CEDEAO (1985-1986). 
En 1987 il entreprend une carrière internationale à la Banque mondiale en tant qu'analyste financier à la Division des opérations pour la Région Afrique, poste qu'il occupa jusqu'en 1994.

### Gouverneur de la BCEAO
En juillet 1994 Damo Justin Baro est nommé conseiller du président du Faso chargé du suivi des Réformes économiques du Burkina Faso. Il participa à la création de la Commission de l’Union économique et monétaire ouest-africaine (UEMOA) dont le siège est à Ouagadougou . Il travaillera à l'UEMOA en tant que commissaire chargé du département des Politiques économiques jusqu'à sa nomination en août 1996 comme Vice-gouverneur de la Banque centrale des États de l'Afrique de l'Ouest (B.C.E.A.O.) à Dakar (Sénégal). En 2007 il fut designé Gouverneur par intérim en remplacement de Charles Konan Banny nommé Premier ministre de Côte d'Ivoire en 2005.

## Récompenses et distinctions
- Officier de l'ordre national du Burkina Faso (le 10 décembre 2004);
- Commandeur de l’ordre national du Burkina Faso (le 8 décembre 2010) ;
- Commandeur de l'ordre national du Bénin  (le 7 juillet 2008 à Cotonou).